# Sture Svenson
Arthur Sture Birger Svenson, född 1 april 1913 i Stockholm, död 17 juli 1976 i Stockholm, var en svensk målare, tecknare och museiman.
Han var son till Johan Svenson och Emma Charlotta Abrahamsson. Svenson var ursprungligen museitjänsteman, amanuens vid Stockholms stadsmuseum, Länsmuseet Gävleborg, Norrbottens museum i Luleå och vid Östersunds stadsmuseum. Förutom en tids studier vid Barths målarskola var han autodidakt som konstnär. Han hade sin första separatutställning på Färg och Form 1952 och var en av de första svenska kubisterna. Utställningen följdes av separatutställningar i Norrköping och på Konstnärshuset i Stockholm samt Lorensbergs konstsalong. Tillsammans med Erik Jensen och Lars Stenstad ställde han ut i Ronneby och tillsammans med Elsie Dahlberg-Sundberg i Vällingby. Han bildade tillsammans med Signe Barth och Holger Gardelius en grupp som ställde ut i bland annat Oskarshamn, Skellefteå, Kalix och Motala. Han medverkade i en rad av Sveriges allmänna konstförenings utställningar i Stockholm sedan 1941 och i Svenska konstnärernas förenings utställningar under 1950- och 1960 talen samt Stockholmssalongen på Liljevalchs konsthall 1962 .Han tilldelades ett stipendium från Svenska konstnärernas förening och Kungafonden 1958 och ett statligt arbetsstipendium 1963 samt ett större statligt resestipendium 1964. Bland hans offentliga arbeten märks ett järnsmide för Huvudsta kyrka. Hans konst består av stilleben, människotomma stads- eller landskapsskildringar och av individualiserade porträtt och kom ofta nära den rena abstraktionen. Han har även gjort kyrksilver och som illustratör illustrerade han bland annat Estlander-Ander-Löfqvist bok Allmänna historien i berättelser och en mångfald bokillustrationer för andra författare. Svenson är representerad på Moderna museet, Stockholms kommun och Solna kommun. Svenson var gift 1938–1960 med konstnären Annie Wandel. Han är begraven på Råcksta begravningsplats.